# Freedom (album, Santana)
Freedom je štirinajsti studijski album skupine Santana, ki je izšel leta 1987. 
Nekateri nekdanji člani skupine so se vrnili, tako je imela Santana v času izdaje albuma devet članov. Album se je nekoliko odmaknil od zvoka prejšnjega albuma Beyond Appearances k originalnem zvoku skupine tj. latin rocku. Album ni bil komercialno uspešen, dosegel je komaj 95. mesto ameriške lestvice Billboard 200.

## Seznam skladb
| Stran 1 | Stran 1            | Stran 1                                                 | Stran 1 |
| Št.     | Naslov             | Pisec                                                   | Dolžina |
| ------- | ------------------ | ------------------------------------------------------- | ------- |
| 1.      | „Veracruz‟         | Jeffrey Cohen, Buddy Miles, Gregg Rolie, Carlos Santana | 4:23    |
| 2.      | „She Can't Let Go‟ | Cohen, Tom Coster, Alphonso Johnson, Cory Lerios        | 4:45    |
| 3.      | „Once It's Gotcha‟ | Cohen, Coster, Johnson                                  | 5:42    |
| 4.      | „Love Is You‟      | Santana, Chester D. Thompson                            | 3:54    |
| 5.      | „Songs of Freedom‟ | Coster, Miles, Santana                                  | 4:28    |

| Stran 2 | Stran 2                  | Stran 2                                 | Stran 2 |
| Št.     | Naslov                   | Pisec                                   | Dolžina |
| ------- | ------------------------ | --------------------------------------- | ------- |
| 1.      | „Deeper, Dig Deeper‟     | Sterling Crew, Miles, Santana, Thompson | 4:18    |
| 2.      | „Praise‟                 | Crew, Miles, Santana, Thompson          | 4:36    |
| 3.      | „Mandela‟                | Armando Peraza                          | 5:31    |
| 4.      | „Before We Go‟           | Jim Capaldi, Santana                    | 3:54    |
| 5.      | „Victim of Circumstance‟ | Crew, Miles, Gary Rashid, Santana       | 5:21    |

## Osebje
- Carlos Santana – kitara, vokali
- Tom Coster – klaviature
- Chester D. Thompson – klaviature
- Gregg Rolie – sintetizator, klaviature
- Sterling Crew – klaviature, sintetizatorji
- Alphonso Johnson – bas
- Graham Lear – bobni
- Armando Peraza – tolkala, konge
- Orestes Vilató – tolkala, timbales
- Raul Rekow – tolkala, konge, vokali
- Buddy Miles – vokali